# Wilczomlecz plamisty
Wilczomlecz plamisty (Euphorbia maculata L.) – gatunek z rodziny wilczomleczowatych. Pochodzi z  Ameryki Północnej – Meksyku, Belize, Kuby, środkowych i wschodnich Stanów Zjednoczonych, południowo-wschodniej Kanady. Rozprzestrzeniony został w strefach umiarkowanych i podzwrotnikowych wszystkich kontynentów obu półkul. W Polsce do początków XXI wieku zarejestrowany został w obrębie lub w sąsiedztwie dużych aglomeracji (Kraków, Wrocław, Górny Śląsk, Warszawa), w tym zawlekany jako chwast do ogrodów botanicznych. W klimacie ciepłym rośnie na terenach wyżej położonych. Rośnie jako chwast w uprawach i rozprzestrzeniany jest wraz z roślinami uprawnymi. Utrzymuje się w miejscach wydeptywanych, nawet o intensywnym ruchu w centrach miast. Roślina jest trująca, ale też wykorzystywana w medycynie.

## Morfologia

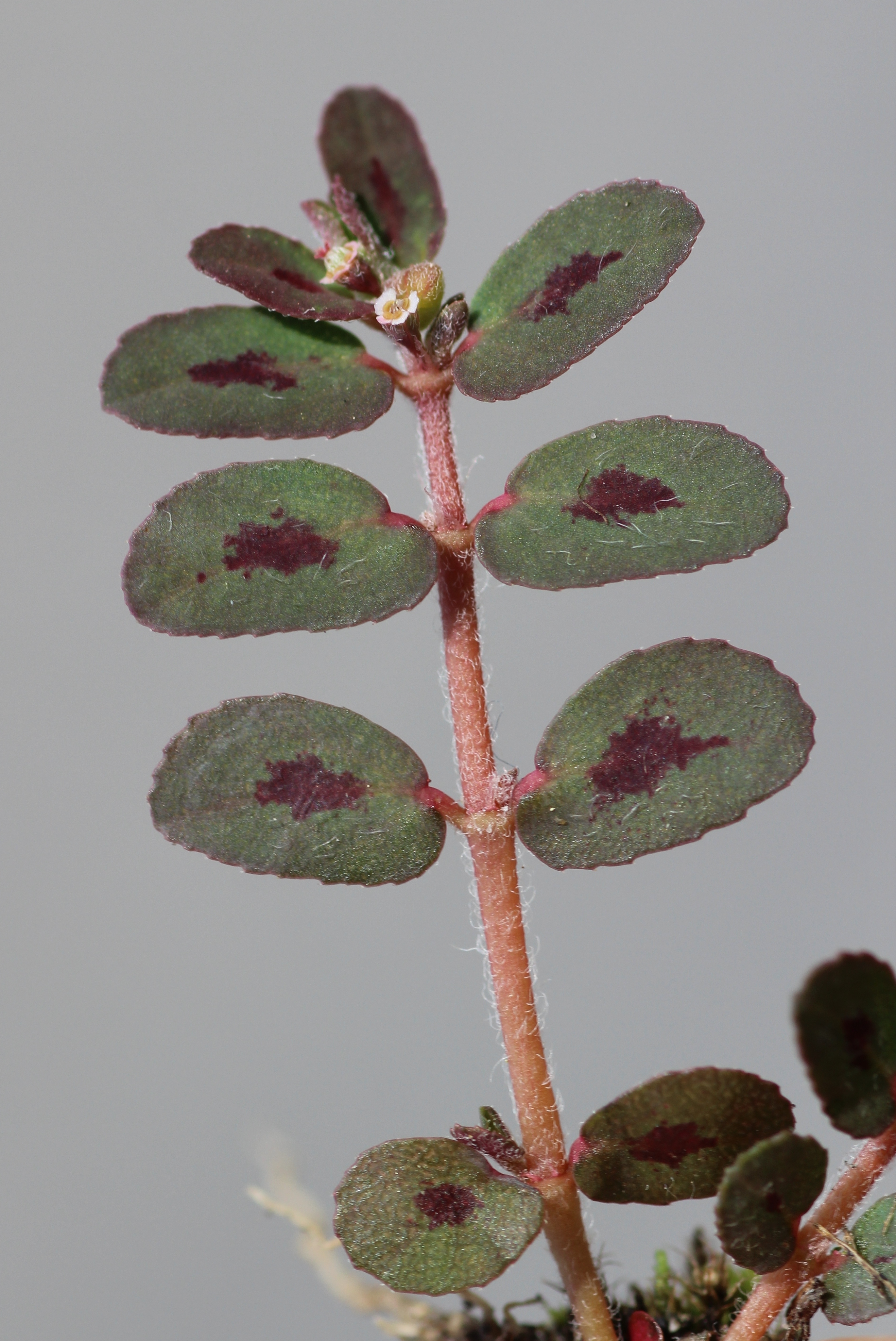
Fragment pędu

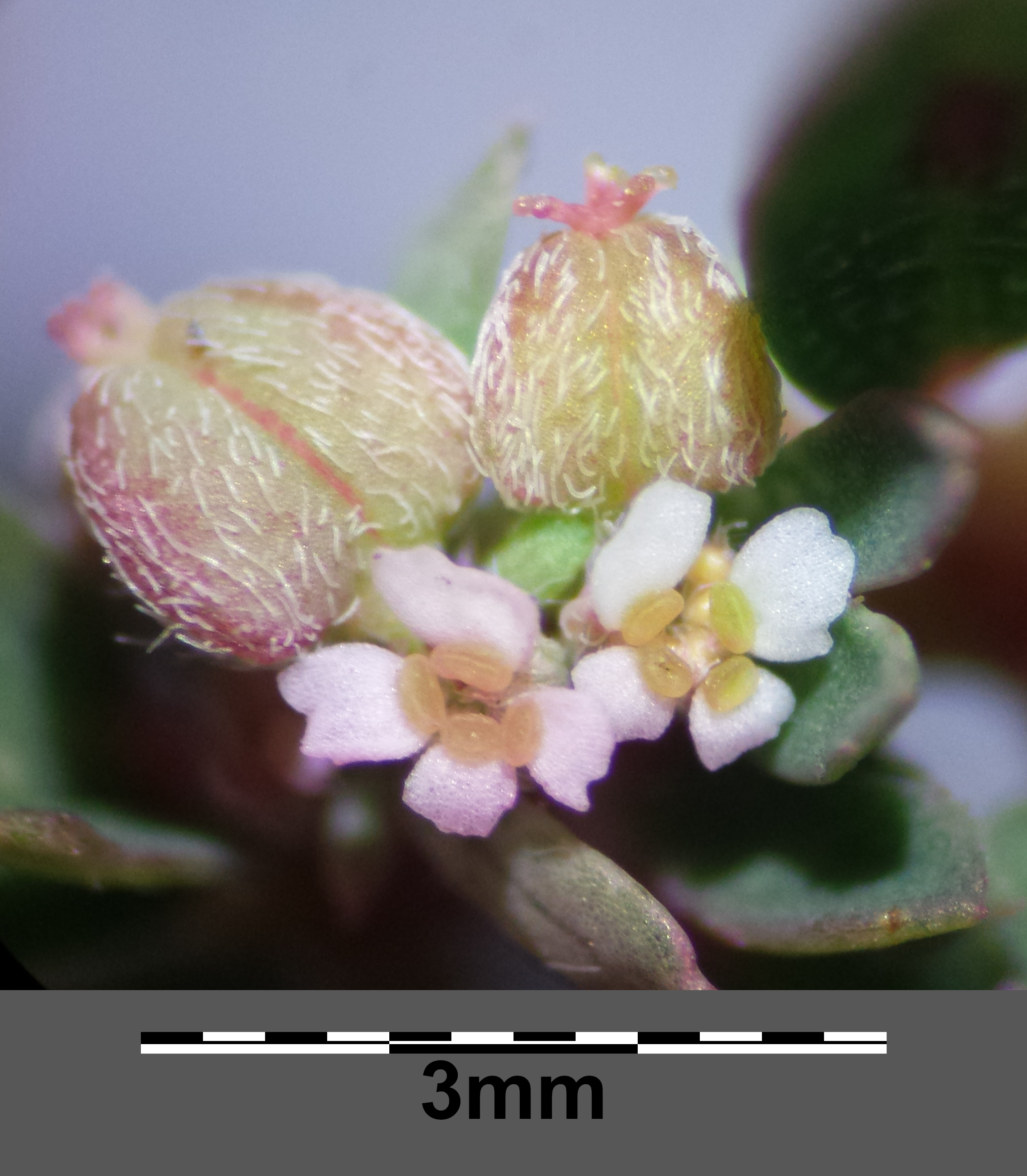
Kwiaty i owoce

PokrójRoślina jednoroczna z korzeniem palowym o pędzie ścielącym się, rozgałęziającym się od nasady na 4–8 rozgałęzień rozwidlających się raz lub dwa razy. Pędy są kosmato owłosione i osiągają zwykle do kilkunastu cm długości, czasem do 45 cm. Pędy nie zakorzeniają się w węzłach.
LiścieNaprzeciwległe, osadzone na ogonkach liściowych o długości do 1,5 mm. U nasady z białawymi, postrzępionymi przylistkami o długości 4–7 mm i szerokości 2–4 mm. Blaszki jajowatopodługowate, o długości od kilku do 18 mm. Na wierzchołku tępe lub zaostrzone, odlegle i drobno piłkowane na brzegu (zwykle tylko wzdłuż dłuższego brzegu), o nasadzie asymetrycznej. Z wierzchu nagie, od spodu owłosione. Pośrodku blaszki zwykle obecna jest ciemniejsza, czerwonawa plamka.
KwiatyZebrane w pojedyncze cyjacja wyrastające w kątach liści lub zebrane po kilka w gęstym, wierzchotkowatym kwiatostanie złożonym. Osadzone są na szypułce długości do ok. 0,5 mm. Okrywa do 1 mm długości, pokryta jest szczecinkowatymi włoskami. Gruczołki miodnikowe 4, wąskopodługowate, początkowo zielone i żółtozielone, z czasem czerwieniejące. Kwiatów męskich jest w cyjacjum od 2 do 5. Kwiaty żeńskie z owłosioną zalążnią zwieńczoną dwudzielną szyjką słupka osiągającą do 0,4 mm długości.
OwoceJajowata, owłosiona torebka, do 1,5 mm długości. Nasiona jajowato-podługowate, na przekroju czterokanciaste, matowe, poprzecznie rowkowane, punktowane, białe do jasnobrązowych, o długości do 1–1,2 mm.
Gatunki podobneInne płożące gatunki z podrodzaju Chamaesyce. W Europie Środkowej występuje z tej grupy wilczomlecz rozesłany E. humifusa różniący się nagimi liśćmi, łodygami i owocami. Jego nasiona nie są poprzecznie rowkowane.